# Gabrielle de Rochechouart de Mortemart
Gabrielle de Rochechouart, marquesa de Thianges (1633-12 de septiembre de 1693), fue una aristócrata francesa una de las numerosas amantes del rey Luis XIV, hermana mayor de Madame de Montespan.

## Biografía
Gabrielle, primogénita de Gabriel de Rochechouart, duque de Mortemart, y de su esposa Diane de Grandseigne, era hermana de Madame de Montespan. Introducida en la corte en 1651 durante la Fronda, fue inicialmente establecida por sus progenitores en el palacio del rey Luis XIV, uniéndose posteriormente al del hermano más joven del monarca, Felipe, duque de Anjou, de quien fue amiga toda su vida, incluso tras hacerse pública en la corte la homosexualidad del aristócrata.
En 1655, Gabrielle contrajo matrimonio con Claude Leonor Damas de Thianges, marqués de Thianges, con quien tuvo cinco hijos. Pese a haber sido probablemente amante de Luis XIV, nunca obtuvo el poder ni ejerció sobre el monarca la misma influencia que su hermana la marquesa de Montespan, quien se convirtió en amante oficial del rey en 1668. Gabrielle estuvo junto a su hermana cuando ésta se hizo amante del rey y siguió a su lado cuando Montespan dio a luz a Luisa Francisca de Borbón, hija de Luis XIV, en Tournai en junio de 1673.
La primogénita de Gabrielle, Diane, contrajo matrimonio con Felipe, duque de Nevers, sobrino del cardenal Mazarino y amante del duque de Anjou, permaneciendo la marquesa muy unida a ella y a su hermana Madame de Montespan. Físicamente deteriorada, murió en 1693.